# John Braspennincx
John Braspennincx (Hoogstraten, Bélgica, 24 de mayo de 1914 - Zundert, 7 de enero de 2008) fue un ciclista neerlandés que fue professional entre 1937 y 1952. Su éxito más importante fueron dos victorias en el Campeonato nacional en ruta. Era primo del también ciclista Janus Braspennincx.

## Palmarés
1936
- Campeón de los Países Bajos en ruta para independentes
- 1º en Roosendaal

1937
- Campeón nacional de los Países Bajos en ruta
- 1º en Tongeren

1938
- 1º en Mere
- 1º en Sint-Katelijne-Waver
- 1º en Roosendaal

1942
- Campeón nacional de los Países Bajos en ruta

1949
- 1º en Acht van Chaam
- 1º en Ámsterdam
- 1º en la Ronde van Made